# John Tenta

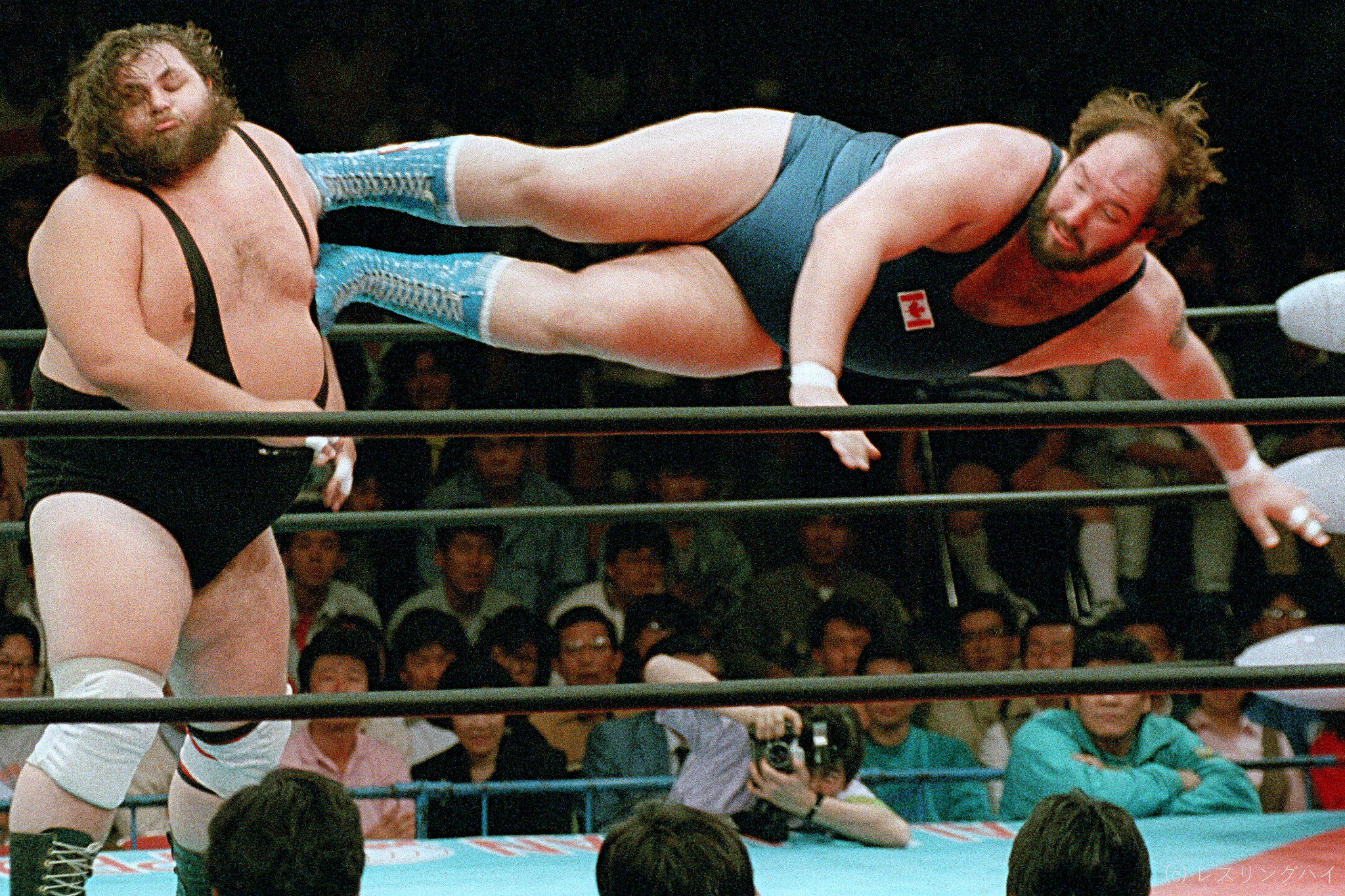
Foi tirada quando John Tenta pertencia ao All Japan Pro-Wrestling. Um maravilhoso chute de queda voadora que é difícil de imaginar a partir de seu enorme corpo é liberado.

John Anthony Tenta (22 de Junho de 1963 – 7 de Junho de 2006) foi um profissional de wrestling canadense melhor conhecido por trabalhar para a World Wrestling Federation com o nome Earthquake.

## Campeonatos conquistados
- All Star Wrestling
  - UWA Heavyweight Championship (2 vezes)

- NWA All-Star Wrestling
  - NWA Canadian Heavyweight Championship (1 vez)

- Super World of Sports
  - SWS Tag Team Championship (1 vez) - com Typhoon

- World Wrestling Federation
  - WWF Tag Team Championship (1 vez) - com Typhoon